# خرخاکی غول

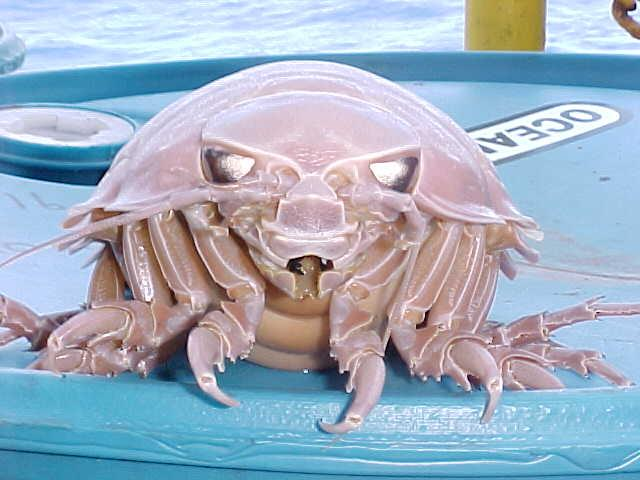
خرخاکی غول از روبرو

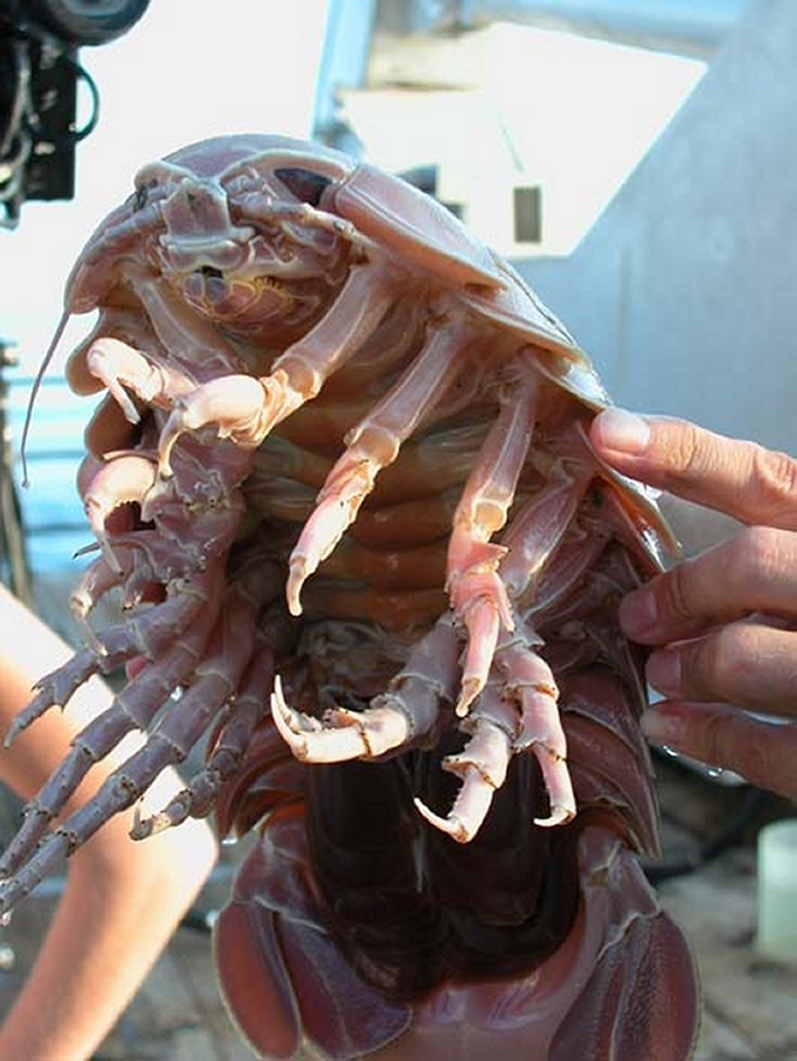
خرخاکی غول متعلق به خلیج مکزیک

خرخاکی غول (نام علمی: Bathynomus giganteus) سخت‌پوست بزرگی است که طول آن به نیم‌متر و وزن آن به ۲ کیلوگرم می‌رسد. درحالی که طول خویشاوندان ساحل‌نشین این جورپا به زحمت از چند سانتیمتر تجاوز می‌کند.
خرخاکی غول نخستین بار در ۱۸۷۹ میلادی توصیف شد.

## ویژگی‌ها
خرخاکی‌های غول بیشتر در آب‌های سرد اعماق خلیج بنگال، دریای عرب، خلیج مکزیک و اقیانوس اطلس زندگی می‌کنند. آن‌ها مردارخوارند و از ماهی‌های مرده کف دریا تغذیه می‌کنند. خرخاکی‌های غول می‌توانند تا چهار سال بدون غذا زنده بمانند. جورپاها گوشتخوارند. برخی دانشمندان معتقدند که آن‌ها از خیارها و اسفنج‌های دریایی نیز تغذیه می‌کنند. دانشمندان این جانوران را بیش از ۱۳۰ سال پیش کشف کردند اما از آنجایی که خرخاکی‌های غول در آب‌های سرد و عمیق زندگی می‌کنند مطالعه رفتارشان در آن شرایط بسیار مشکل است و بنابراین اطلاعات زیادی از رفتار آن‌ها در دست نیست.
خرخاکی‌های غول تا ۷۰ سانتی‌متر رشد می‌کنند.